# Vi leger lige
|  | Denne artikel er oprettet af botten PalnaBot ud fra en ekstern database. Den kan derfor have sproglige fejl eller mangler. Denne skabelon kan fjernes efter kontrol af indholdet. |

Vi leger lige er en film instrueret af Anja Dalhoff efter manuskript af Svend Bak.

## Handling
Kalejdoskopiske billeder af leg. Legen optager en stor del af barnets hverdag, fordi legen for barnet er både vigtig og dybt alvorlig. Det kan slet ikke lade være med at lege.